# Coupe de l'EHF masculine 2009-2010
Navigation
Coupe de l'EHF 2008-2009 Coupe de l'EHF 2010-2011
La Coupe de l'EHF 2009-2010 est la 29e édition de la Coupe de l'EHF masculine.
Organisée par la Fédération européenne de handball (EHF), la compétition est ouverte en 2009/2010 à 56 clubs de handball d'associations membres de l'EHF. Ces clubs sont qualifiés en fonction de leurs résultats dans leur pays d'origine lors de la saison 2008/2009.

## Résultats

### Huitièmes de finale
| Club                   | Aller    | Total    | Retour   | Club                    |
| ---------------------- | -------- | -------- | -------- | ----------------------- |
| RK Trimo Trebnje       | 35 – 26  | 58 – 60  | 23 – 34  | BM Aragón               |
| Frisch Auf Göppingen   | 39 – 30  | 65 – 60  | 26 – 30  | Aalborg Håndbold        |
| Kadetten Schaffhouse   | 29 – 21  | 65 – 47  | 36 – 26  | Zarja Kaspija Astrakhan |
| TBV Lemgo              | 27 – 30  | 58 – 48  | 31 – 18  | Benfica Lisbonne        |
| Naturhouse La Rioja    | 34 – 24  | 58 – 47  | 24 – 23  | Haukar Hafnarfjörður    |
| SG Flensburg-Handewitt | 34 – 23  | 65 – 54  | 31 – 31  | Istres OPH              |
| Dunkerque HGL          | forfait* | forfait* | forfait* | GOG Svendborg TGI       |
| RK Celje               | 35 – 32  | 61 – 57  | 26 – 25  | HT Tatran Prešov        |

* Le club danois du OG Svendborg TGI est déclaré en faillite en janvier 2010 et est contraint de déclarer forfait.

### Quarts de finale
| Club                   | Aller   | Total    | Retour  | Club                 |
| ---------------------- | ------- | -------- | ------- | -------------------- |
| Frisch Auf Göppingen   | 33 – 29 | 57 – 57* | 24 – 28 | Kadetten Schaffhouse |
| Dunkerque HGL          | 33 – 33 | 57 – 63  | 24 – 30 | Naturhouse La Rioja  |
| SG Flensburg-Handewitt | 33 – 29 | 68 – 61  | 35 – 32 | RK Celje             |
| TBV Lemgo              | 30 – 23 | 61 – 55  | 31 – 32 | BM Aragón            |

* Kadetten Schaffhouse est qualifié au bénéfice des buts marqués à l'extérieur

### Demi-finales
| Club                   | Aller   | Total   | Retour  | Club                 |
| ---------------------- | ------- | ------- | ------- | -------------------- |
| Naturhouse La Rioja    | 30 – 25 | 56 – 59 | 26 – 34 | TBV Lemgo            |
| SG Flensburg-Handewitt | 31 – 30 | 52 – 54 | 21 – 24 | Kadetten Schaffhouse |

### Finale
| Club      | Aller   | Total   | Retour  | Club                 |
| --------- | ------- | ------- | ------- | -------------------- |
| TBV Lemgo | 24 – 18 | 52 – 48 | 28 – 30 | Kadetten Schaffhouse |